# Automobili (album)
Automobili è il sesto album in studio del cantautore italiano Lucio Dalla, pubblicato il 14 marzo 1976 dall'etichetta discografica RCA Italiana. Si tratta di un concept album sul tema dell'automobile, nonché dell'ultima opera con i testi firmati dal poeta Roberto Roversi.

## Il disco
Dopo due album scritti interamente assieme, la coppia Dalla-Roversi nel 1976 concepisce uno spettacolo, intitolato Il futuro dell'automobile e altre storie, che viene trasmesso dalla Rai e riscuote un certo successo: Dalla decide quindi di incidere alcune canzoni dello spettacolo, scelta contraria al volere di Roversi che avrebbe preferito un disco con lo spettacolo completo; il poeta decide di conseguenza di non firmare le canzoni, depositandole alla SIAE con uno pseudonimo, Norisso (un aristocratico veneto del '700); la vicenda sancisce di fatto la fine della collaborazione tra i due. Le canzoni non scelte da Dalla resteranno tutte inedite tranne una: "Ho cambiato la faccia di un Dio", che Dalla inciderà nel disco Cambio del 1990 col titolo "Comunista".
Le altre canzoni dello spettacolo che rimangono inedite sono "I muri del ventuno", "La signora di Bologna", "Statale adriatica, chilometro 220", "Rodeo" e "Assemblaggio".
Automobili, che nella sua programmatica monotematicità è il più eterogeneo dei tre dischi realizzati in collaborazione con Roversi, viene premiato dalle vendite grazie soprattutto alla canzone "Nuvolari". Tra le altre canzoni del disco molto nota è "Il motore del 2000" (reincisa anche nel disco realizzato con Gianni Morandi) e la divertente "Intervista con l'Avvocato", in cui Dalla, usando il suo celebre scat, immagina un'intervista con Gianni Agnelli. La canzone "Mille miglia" è in realtà composta da due canzoni diverse, che nella prima edizione in vinile sono intitolate Mille miglia prima e Mille miglia seconda; nelle stampe in cd sono unite in un'unica traccia. Gli arrangiamenti dell'album sono curati dallo stesso Lucio Dalla.
Automobili è inoltre il primo disco in cui collaborano con Dalla due musicisti che, anni dopo, daranno vita agli Stadio: Giovanni Pezzoli e Marco Nanni.

## Brani
Lato A
Testi di Norisso, musiche di Lucio Dalla.
1. Intervista con l'Avvocato – 2:18
2. Mille Miglia (prima e seconda) – 8:38
3. Nuvolari – 5:27

Lato B
Testi di Norisso, musiche di Lucio Dalla.
1. L'ingorgo – 6:00
2. Il motore del 2000 – 4:25
3. Due ragazzi – 4:58

## Formazione
- Lucio Dalla – voce, sax, clarinetto, pianoforte
- Mario Scotti – basso
- Rosalino Cellamare – pianoforte, Fender Rhodes
- Luciano Ciccaglioni – chitarra, mandolino
- Carlo Capelli – pianoforte, sintetizzatore
- Tony Esposito – percussioni
- Ruggero Cini – eminent, fisarmonica
- Marco Nanni – basso
- Giovanni Pezzoli – batteria
- Roger Mazzoncini – pianoforte, eminent
- Rodolfo Bianchi – sax, flauto
- Baba Yaga – cori